# Gabrielle Hébert

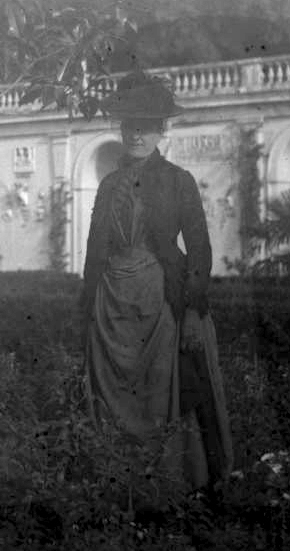
Gabrielle Hébert

Gabrielle Hébert, auch Gabriele Mathilde Henriette von Uckermann (* 3. Januar 1853 in Dresden; † 23. Juni 1934 in La Tronche, Frankreich) war eine deutschstämmige französische Fotografin.
Nach ihrer Heirat mit dem Maler Ernest Hébert aus der Dauphiné im Jahr 1880 verkehrte sie mit der französischen Kunstszene in Italien und beschäftigte sich mit Fotografie. Ihr lange Zeit vergessenes Werk zeigt ihren Alltag in der Villa Medici sowie die zahlreichen Reisen, die sie mit ihrem Mann unternahm. Nach Héberts Tod widmete sie sich der Inventarisierung seiner Werke, um ein Museum zu gründen, das heutige Hébert-Museum in La Tronche. Ihre Fotografien werden bis heute kaum erforscht, trotz der Ausstellungen, die ihr im Museum gewidmet wurden.

## Leben
Als Tochter des Barons Robert von Uckermann und Mathilde Ehrengard von Wuthenau, wurde Gabriele von Uckermann in Dresden am 3. Januar 1853 geboren. Ihre Eltern waren seit 1843 verheiratet und hatten zwei weitere Töchter: Isadora und Eleonora, genannt Lory. Es existieren kaum Informationen über ihre Kindheit, da das Archiv in Dresden während des Zweiten Weltkriegs zerstört wurde. Sie entstammte einer aristokratischen Familie, die ein großes Interesse für Kunst aufwies. Ein von Gabriel Ferrier gemaltes Porträt ihrer Mutter aus dem Jahr 1905 befindet sich im Hébert-Museum in La Tronche.
Sie besuchte in Paris die Zeichenkurse des Malers Charles Bellay, einem Freund von Ernest Hébert. Während ihrer Jugend traf sie viele Künstler der deutschen feinen Gesellschaft, wie den Maler Paul Kießling, der sie zusammen mit ihren Schwestern porträtierte.
Sie ehelichte am 6. November 1880 in La Tronche mit 27 Jahren den Maler Ernest Hébert, der damals schon 63 Jahre alt war. Sie bewunderte seine Werke zunächst 1879 auf der Internationalen Kunstausstellung in München. Sie lernte ihn schließlich in Paris kennen, wo sie ein Kunstatelier sucht. Nach ihrer Heirat lebte sie mit ihrem Gatten in Paris, in Rom und in La Tronche. Sie beschrieb ihren Alltag in ihren Notizen und erwähnte ihre persönlichen Aktivitäten erst an zweiter Stelle. Von der Umgebung ihres Mannes wird sie Gaby genannt und wurde als diskrete, aber geschätzte Ehefrau beschrieben. Ihre Notizen zeigen, wie sehr Gabrielle ihren Mann bewunderte, ihn „mein Alles“ nannte und ihn bei seiner Arbeit tatkräftig unterstützte. Das Paar hatte eine Tochter, die bei der Geburt im Jahr 1882 starb.
Nachdem sie ihren Vornamen französisiert hatte, hieß sie Gabrielle Hébert und betrieb Fotografie ab 1888. Ihr Werk ist bedeutend und weitschweifig, da sie mehr als 3.500 Fotoabzüge hinterließ.
Sie folgte ihrem Ehemann auf seinen zahlreichen Reisen nach Italien, wo er zweimal als Leiter der Villa Medici in Rom nominiert wurde, aber auch nach Spanien. Während dieser Aufenthalte übernahm Gabrielle die Rolle der Haushälterin der Villa. Ernest Hébert lebte in Rom von 1867 bis 1872 sowie von 1885 bis 1896 in der Villa Medici und in der Via Sistina, dieses Mal in Begleitung von Gabrielle. Während diesen Aufenthalte besuchten sie andere italienische Regionen wie das Latium, die Campana, Sizilien und begaben sich in Thermal- und Badeorte wie Ostia, Anzio, Viterbo oder Civitavecchia. Sie reisten 1889 für eineinhalb Monate nach Spanien und ins Baskenland.
Nach dem Tod ihres Ehemanns 1908 sammelt sie seine Werke und Dokumente mit dem Ziel, ein Museum zu gründen. Es wird das Hébert-Museum in La Tronche, Isère, das sich in ihrem Haus heute befindet. Sie starb 1934 am Vorabend der Eröffnung des Museums.

## Fotografie
Die Fotografien Gabrielle Héberts sind heute in verschiedenen Fonds gelagert, zum Beispiel im Musée d’Orsay in Paris, Verwahrer des Fonds des Hébert-Museums in Paris, der seit 2004 wegen vorgesehener Bauarbeiten geschlossen ist.
Der Gabrielle Hébert Fonds, der sich im Hébert-Museum in La Tronche befindet, beinhaltet ungefähr 2.600 Fototypen, die zwischen 1888 und 1900 hergestellt wurden. In dieser Kollektion befinden sich 1.500 Negative auf Glasplatten und 3 Fotoalben. Diese Abzüge wurden von der Fotografin dokumentiert, datiert und geordnet. Sie sammelte sie manchmal in Alben oder Umschlägen und sortierte sie chronologisch oder thematisch ein.
Sie betrieb Fotografie von 1888 bis 1896 und später in geringerer Weise zwischen 1908 und 1910. Ihre Kompositionen sind sorgfältig und ihr Stil präzis.

### Anfänge
Als junge Frau aus der deutschen Aristokratie hatte Gabrielle Hébert vor 1888 ein gewöhnliches Verhältnis zur Fotografie, da sie sich in professionellen Studios nach den Gepflogenheiten der hohen Gesellschaft der Zeit fotografieren ließ. Sie wurde an der Seite ihrer Schwestern unter anderem von Otto Meyer fotografiert, der dem Studio Thiele in Dresden angehörte.

Sie fängt 1888 an zu fotografieren. Ihr erster Fotoapparat soll eine tragbare Kamera gewesen sein. Als Teil des französischen Künstlermilieus, das in Rom aktiv war, soll sie von den Primoli Brüdern, Giuseppe Napoleone und Luigi, Familienangehörigen der Prinzessin Mathilde, in die Fotografie eingeweiht geworden sein. Sie dokumentierte ihre Anfänge der Fotopraxis in Notizen, die auf Juli 1888 datiert sind, worin sie ihre Kurse mit dem Gründer und Leiter des Studio fotografico Vasari, Cesare Vasari, beschrieb. Sie lernt und fängt an, in einer männlich-dominierten Welt zu kreieren, an der Seite des Malers Alexis Axilette, ein renommierter französischer Porträtmaler und Pensionsschüler der Villa Medici, der früher Retuscheur in einem Fotostudio in Angers war. Sie hatte das Caffè Greco in Rom häufig besucht, wo sich Anhänger der Fotografie trafen.

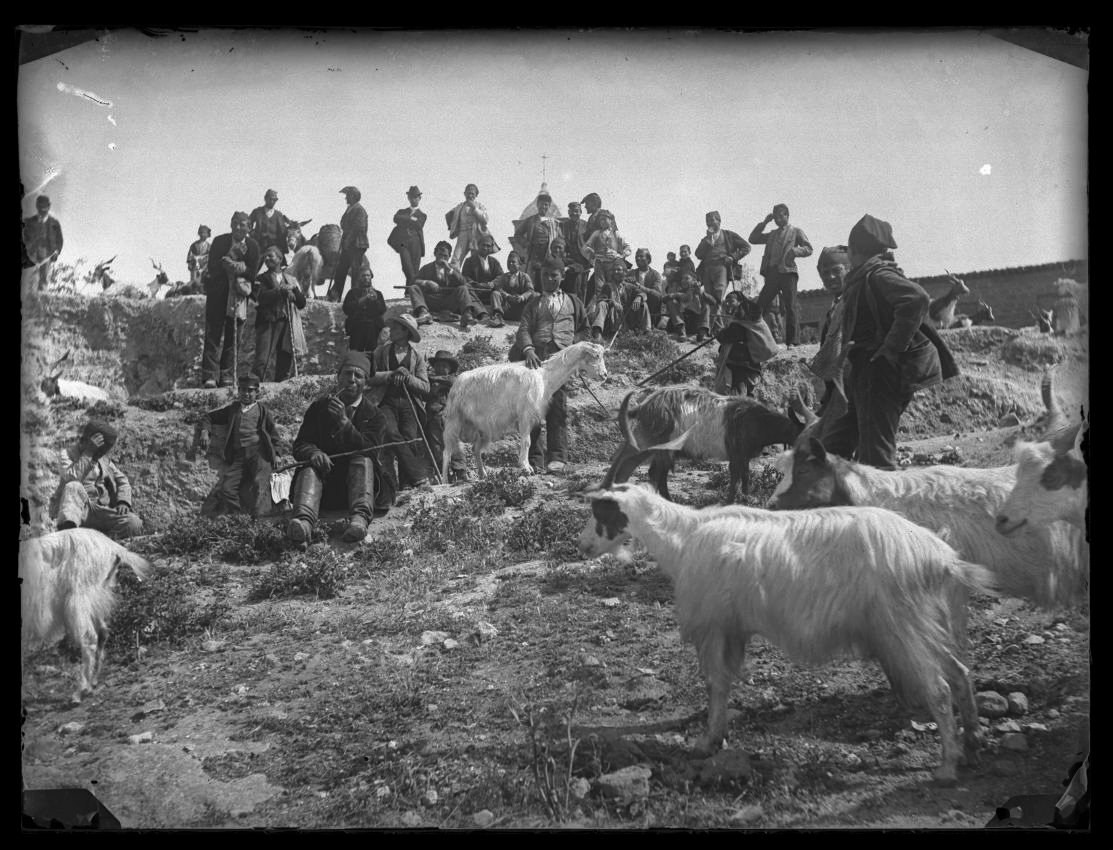
Gruppe italienischer Bauern mit Ziegen in einer Schlucht, fotografiert von Gabrielle Hébert etwa 1895.

### Subjekte
Die Fotografien von Gabrielle Hébert dokumentieren die Reisen, die sie mit ihrem Ehemann unternimmt, zum Beispiel in Spanien und Italien.
Sie fotografiert vor allem städtische oder ländliche Szenen des Alltags, die als „pittoreske Momentaufnahme“ (instantanées pittoresques) beschrieben werden. Mit diesen sind Landschaften und historische Denkmäler in ihrem Werk zu finden, aber auch intime Darstellungen von dem Leben mit ihrem Ehemann, der häufig die Hauptfigur ihrer Fotografien ist. Darüber hinaus repräsentiert sie den Mikrokosmos der bürgerlichen Gesellschaft und ihre eigenen Freizeitbeschäftigungen, die typisch für die wohlhabende Gesellschaftsschicht sind, der sie angehört, wie mit der Fotografie: Lory, Elsa Albrizzi und ihre Tochter Dada auf einem Boot auf dem See von Enghien (undatiert, 9,6 × 9,8 cm).
Die Natur nimmt einen großen Platz in ihrem Werk, da sie der Garten der Villa Medici, seine Alleen, Hecken und die römische Landschaft inspirierte. Sie fotografierte auch Schneelandschaften, die technisch besonders kompliziert sind.
Sie fotografierte und dokumentierte mehrmals die Reisegepflogenheiten der aristokratischen Schichten am Ende des 19. Jahrhunderts, vor allem Zugreisen. Sie inszenierte diese Praxis und stellte Bewegung, Landschaft sowie Unschärfe dar.

#### Ernest Hébert, Künstler und Modell
Ihr Ehemann Ernest Hébert hat in ihrem Werk einen besonderen Platz: Manchmal frontal dargestellt, manchmal bei der Arbeit, ist er in Gabrielles Werken auch unterschwellig präsent, denn sie stellt sein Atelier, seine Modelle, seine Posing-Sitzungen mehrmals dar. Diese Fotografien zeugen von der Bewunderung, die seine Frau ihm während ihrer gesamten Beziehung entgegenbrachte. Wie auch die zahlreichen Aufnahmen zeigen, auf denen der Maler majestätisch posiert, umgeben von seinen Künstlerattributen wie die Staffelei, die Palette und den Pinseln. Da er zum Malen oft nur einen Bademantel trug und von Gabrielle auf diese Weise dargestellt wurde, gibt Gabrielle dem Betrachter einen einzigartigen Einblick in die Intimität dieses Paares. Sie fertigt Abzüge seiner Werke an, wie zum Beispiel das Bild Héberts Sommeil de l'enfant Jésus (Schlaf des Jesuskindes). Der Hauptteil ihres fotografischen Werks stellt ihren Ehemann dar; die folgenden Fotografien können als Beispiel angeführt werden.
- Ernest Hébert bei der Arbeit in seinem Atelier in der Villa Medici, 1885–1896, 7,6 × 11,1 cm (Foto), 10 × 13 (Karton).[2]
- Ernest Hébert in seinem Atelier sitzend, 1908, 9,3 × 9,5 cm (Foto).[2]
- Ernest Hébert, in einem Rattan-Rollstuhl sitzend, vor seiner Staffelei malend, 1908, 8,6 × 8,7 cm.[2]

#### Der Alltag in der Villa Medici
Sie dokumentierte das Leben der Pensionsschüler der Villa Medici in Rom am Ende des 19. Jahrhunderts, und stellte vor allem den Alltag und die Arbeit ihres Ehemanns während seines zweiten Direktorats an der französischen Akademie zwischen 1885 und 1890 dar. Sie illustrierte auch das Leben und die Mitarbeit der Modelle des Künstlers, wie sein Modell Amelia, das sie in Begleitung von Hébert darstellte. Sie fotografierte auch die Arbeiten der Pensionsschüler der Académie de France, wie Alexis Axilette, mit dem sie zusammenarbeitete, aber auch die französischen Bildhauer Joseph Gardet und Denys Puech, wie die folgende Fotografie:
- Rom, Villa Medici: Joseph Gardet beim Anfertigen der Büste von Alexis Axilette, 1886–1889, 8 × 11,3 cm.[2]

In dem Gabrielle Hébert Fonds befinden sich also Fotografien, die zum Beispiel die Sirène von Puech oder der Tireur d’Arc von Gardet darstellen. Darüber hinaus verewigte sie die Besuche von Aristokraten, die die Villa besuchten, wie Prinzessin Mathilde Bonaparte oder den Botschafter Auguste Gérard.

#### Reisefotografie

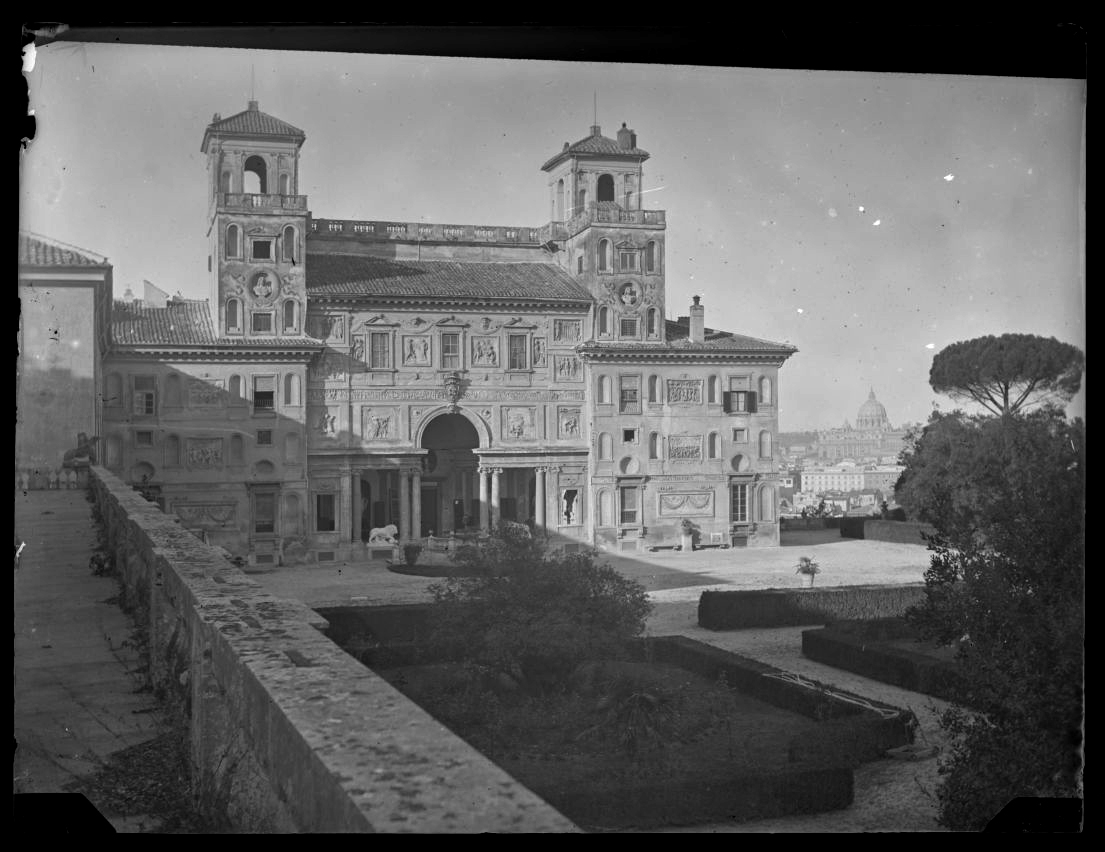
Die Villa Medici in Rom, fotografiert von Gabrielle Hébert im Jahr 1891.

Ihr Werk weist auch ein dokumentarisches Ausmaß auf, da sie das einfache Leben der italienischen Bauern und Bäuerinnen mit einer großen Spontaneität wiedergibt, zum Beispiel mit ihren Fotos der Ciociaren Märkte und des italienischen Landes. Diese Abzüge sind weit entfernt von den häufigen idyllischen Darstellungen Italiens. Während ihren zahlreichen Exkursen in verschiedene italienische Regionen fotografierte sie unter anderem die Villa Lante in Bagnania, die Kathedrale Santa Maria von Anagni, die Tempel von Selinunt und Agrigent, die Pontinische Ebene. Wenn sie diese Orte fotografiert, erstellt ihr Ehemann ergänzend meist eine Zeichnung oder ein Aquarell. Darüber hinaus sind sie ein wahres Zeugnis des Tourismus am Ende des 19. Jahrhunderts.
Im Herbst 1898 unternahm das Ehepaar eine Rundfahrt in verschiedene Städte des Baskenlandes, unter anderem Biarritz, wo Gabrielle die Stadt zum Ende des 19. Jahrhunderts dokumentiert, indem sie 279 Abzüge herstellt, und ein gewisses Interesse für die Architektur äußert.
Während dieser Reise kauft sie einen neuen Fotoapparat von der Marke Kodak, vermutlich ein Bulls Eye oder ein Bullet Kodak speziell. Sie fotografiert die Promenaden am Meer und verschiedene historische Gebäude, wie die ehemalige Eugenie Kapelle zu Beginn des Baus der heutigen Kirche. Da das Ehepaar seine Reise nach Spanien verlängerte, besuchten sie Hondarribia, wo Gabrielle die ehemaligen spanischen Festungen, die Puerta von Santa Maria oder den Stadthafen fotografierte. Dann besuchen sie Burgos, das für seine gotische Kathedrale Santa Maria berühmt ist, die sie in ihren Fotografien darstellt, und Madrid, Toledo, San Lorenzo El Escorial, Sevilla, Granada. Sie stellt auch die spanische Bevölkerung dar und vor allem Bauern, Zigeuner, Kinder aus Toledo, eine Menschenmenge in Madrid. Aus dieser Zeit entstanden verschiedene Fotografien wie:
- Madrid, 28. Oktober 1898 Goyas Stierkampfarena (1934 zerstört), Gelatine-Aristotypie.[3]
- Toledo, 31. Oktober 1898 Calle del Barrio Rey von der Plaza de Zocodover aus gesehen, Gelatine-Aristotypie.[3]
- Burgos, 1898 Kathedrale Santa María de Burgos von der Calle de Fernán González aus gesehen, Gelatine-Aristotypie.[3]

#### Aktfotografie
Überraschender sind ihre Aufnahmen von weiblichen Akten, die für die Epoche sehr ungewöhnlich sind. Die Darstellungen nackter weiblicher Körper waren dem erotischen Gebrauch oder männlichen Künstlerkreisen vorbehalten: Gabrielle Héberts Praxis lässt sich in keine dieser Kategorien einordnen. Diese Akte wären nämlich auf Initiative des Malers Alexis Axilette entstanden, um später als Modelle für seine Arbeit zu dienen. Diese persönlichen Fotografien hatten es ihr ermöglicht, sich von ihrem Mann zu distanzieren, indem sie sich außerhalb der ehelichen Sphäre behauptete. Diese Produktion, in der Frauen von einer Frau fotografiert werden, war für die damalige Zeit innovativ und stürzte die Regeln des weiblichen Akts um. Als Beispiele ihrer Aktfotografien sind folgende Abzüge zu nennen:
- Nacktes junges Mädchen sitzt auf einem Stein vor einem Sarkophag, die Hände hinter dem Kopf, 1889, 8,1 × 10,8 cm.[2]
- Nacktes Mädchen von vorne in der Pose eines Bogenschützen, 1885–1896, 7,9 × 10,7 cm.[2]
- Nacktes junges Mädchen, das im Gras liegt, 1885–1896, 7,7 × 10,8 cm.[2]

### Technik
Da sie an der Fototechnik sehr interessiert war, hat Gabrielle Hébert für ihre Werke verschiedene Apparate benutzt, sowie verschiedene Dunkelkammern und Fotoentwicklung- und Bildbearbeitungstechniken. Sie ergreift zum Beispiel die Technik der Momentaufnahme dank des Gelatine-Silberbromid Verfahrens, das ihr erlaubt, einen tragbaren Apparat zu haben.
Dieses Verfahren, das 1871 von Richard Leach Maddox erfunden wurde, verkürzt auch die Aufnahmezeit drastisch, die unter dem fünfundzwanzigstel einer Sekunde liegt. Dadurch kann die Fotografie von einer posierten Kunst zu einer momentanen und spontanen werden. Glasplatten werden in dieser Zeit industriel produziert, was ihre Verbreitung für eine breitere Kundschaft ermöglicht. Später verwendete sie Negative aus flexiblen Medien, die George Eastman ab 1889 auf den Markt brachte und die das Gewicht der Ausrüstung und die Mühsal der fotografischen Praxis erheblich reduzierten.
Die Erfindung des ersten Kodak-Fotoapparates, der von Eastman 1888 erfunden wurde und nur 25 $ kostete, ermöglichte ihr einen einfachen Zugang zur Fotografie. Sie habe zwei dieser Apparate besessen: den ersten mit Sucher und Verschluss sowie noch einen zweiten. Sie habe auch den tragbaren Apparat „Jonte Detective“ besessen. Sie beherrscht die Techniken der fotografischen Retusche, überarbeitet ihre Aufnahmen mit dem Pinsel, koloriert bestimmte Gesichter und hebt manchmal die Umrisse ihrer Figuren mit Bleistift hervor.

### Amateurpraxis und künstlerische Dimension
Die Fotopraxis Gabrielle Héberts ist oft als „amateure-usagerin“ beschreiben worden: es wäre charakteristisch für eine Praxis der Fotografie als Freizeitbeschäftigung der wohlhabenden Klassen des 19. Jahrhunderts. Sie war kein Mitglied einer Fotogesellschaft, und ihre Praxis wurde dank der Vereinfachung der Fotografie am Ende des Jahrhunderts ermöglicht. Ihre Beherrschung der Fototechniken und ihren Ansatz erlauben jedoch, dass ihre Werke unter einer persönlichen und künstlerischen Perspektive betrachtet werden. Ihr Blick und die Bereitschaft, malerische Kompositionen zu schaffen, könnten es ermöglichen, sie als Fotoreporter oder Fotoethnografe zu beschreiben. In ihren Fotografien ist es besonders bemerkenswert, dass sie die Kapazität den Moment zu ergreifen, hatte.
Die Fotografien von Gabrielle Hébert zeigen eine große Beherrschung der Kompositionstechniken, insbesondere durch die Wahl des Aufnahmewinckels, die Berücksichtigung von Perspektive und Symmetrie, sowie den Einsatz von Licht, um ihre Motive hervorzuheben. Ihre zahlreichen Aufnahmen, die sie, während ihrer Reisen machte, zeigen auch ihren speziellen Blick auf Bewegung, der eine bestimmte Technik braucht. So fängt sie Landschaften in Bewegung ein, aber auch das Innere von Waggons, die von einem echten ästhetischen Interesse zeugen. Sie interessiert sich auch für die Fototechnik und geht mit ihren Aufnahmen mit besonderer Sorgfalt vor, was für einen einfachen Amateur nicht üblich ist.
Ihr Werk drückt ihre Entdeckung Italiens dar: da sie von einer aristokratischen Familie aus Sachsen stammt, war dieses Land und die mediterranen Regionen für sie eine neue Welt. Sie beobachtet also den einfachen Alltag und das Leben der Italiener, ohne diese mit Gefälligkeit oder aristokratischer Verachtung zu beschreiben.

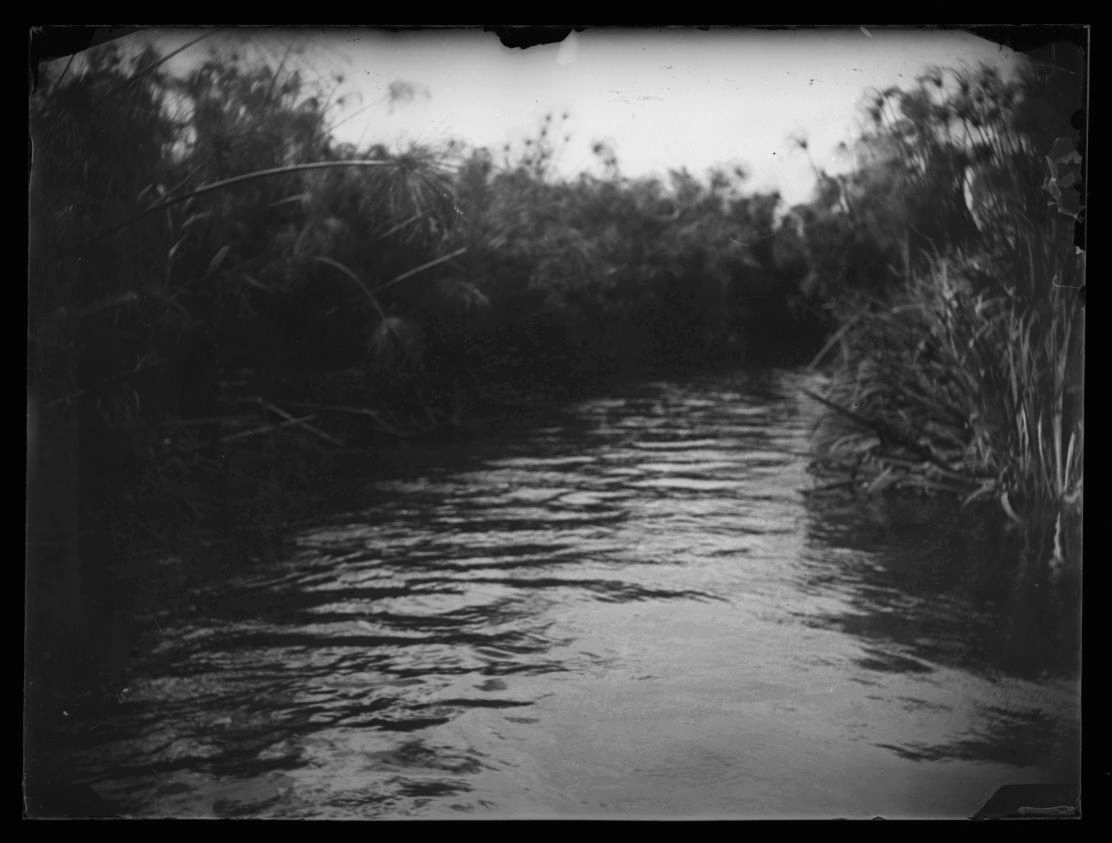
Ein Sumpfgebiet in Italien, fotografiert von Gabrielle Hébert im Jahr 1893.

Verschiedene Forscherinnen sind der Ansicht, dass ihre Fotopraxis ein Mittel zum Selbstausdruck und der Affirmation in einer männlich-dominierten Welt war und eine Art, sich aus dem Schatten ihres Ehemanns zu distanzieren. Sie wurde aber von seinem künstlerischen Milieu beeinflusst, vor allem der Symbolik. Sie wurde auch von den Präraffaeliten beeinflusst, da sie eine wichtige Inspirationsquelle für die Primoli-Brüdern waren. Sie besuchte ihr ganzes Leben lang Kunstausstellungen und archäologische Stätte und zeigte ein echtes Interesse für alle Formen von künstlerischem Ausdruck. Ihre Praxis könnte dem Piktorialismus angenähert werden.

« La photographie n’est pas pour Gabrielle Hébert un simple dérivatif à son rôle de femme du directeur. Cette activité, qui n’est pas en concurrence avec l’art d’Hébert et des pensionnaires de l’Académie, lui permet à la fois d’affirmer sa singularité, de trouver sa place à la Villa et d’exprimer pleinement sa créativité. »

„Die Fotografie ist für Gabrielle Hébert nicht einfach ein Nebenprodukt ihrer Rolle als Ehefrau des Direktors. Diese Tätigkeit, die nicht als Konkurrenz zur Kunst Héberts und der Bewohner der Akademie steht, ermöglichte es ihr, sowohl ihre Eigenartigkeit zu behaupten, ihren Platz in der Villa zu finden als auch ihre Kreativität voll auszudrücken.“

Gabrielle Hébert zeigt auch ein wirkliches Interesse für weibliche Subjekte: sie fotografiert an der Seite Alexis Axilettes weiblicher Akte, Porträts der Modelle ihres Ehemanns, das Leben und zahlreiche häusliche Aufgaben der Frauen, die sie während ihrer Reisen beobachtet. Ihr weiblicher Blick auf die Frau und ihren Körper ist innovativ für Europa am Ende des 19. Jahrhunderts, im Vergleich zu den überseeischen feministischen Kämpfen, in denen die weiblichen Fotografen eine große Rolle spielen.

## Gründung des Hébert-Museums
Heutzutage eines der elf Museen des Isère Départements, befindet sich das Hébert-Museum von La Tronche in dem ehemaligen Familienhaus des Malers Ernest Hébert. Die Kollektionen, die darin ausgestellt sind, gehören dem Départementrat Isère und wurden von René Patris von Uckermann, dem Adoptivsohn von Gabrielle Hébert, gespendet.
Nach dem Tod ihres Ehemanns 1908 beginnt Gabrielle Hébert die Werke Ernests zu inventarisieren und sie erbt den Familienbesitz in La Tronche. Der Umbau des Familienhauses, das im 17. Jahrhundert gebaut wurde, wurde von Gabrielle Hébert unternommen, mit dem Ziel, ein Museum für die künstlerische Werke ihres Ehemanns zu gründen. Sie sammelt dafür seine Werke, Dokumente, Briefe… Sie fragt auch Joseph Péladan, die erste Biografie über Ernest Hébert zu schreiben, die 1911 unter den Titel Ernest Hébert, son œuvre et son temps, d’après sa correspondance intime et des documents inédits (Ernest Hébert, sein Werk und seine Zeit, nach seiner intimen Korrespondenz und unveröffentlichten Dokumenten) veröffentlicht wurde. Die ersten Säle wurden 1934 eingerichtet. Sie wird das Ende dieser Arbeit nie sehen, da sie am Vorabend der Eröffnung des Museums gestorben ist. Ihre Präsenz ist aber in dem Museum noch sehr greifbar: sie würde neben dem Eingang mit einer Büste dargestellt.
Gabrielle und ihr Ehemann haben auch die Gärten des Hauses eingerichtet, mit ihren Reisen nach Italien als Inspirationsquelle, vor allem die Gärten der Villa Medici und der Villa Borghese in Rom. Nach dem Tod des Malers ließ sie seinen Leichnam in ein neoklassizistisches Grabmal innerhalb des Gartens neben dem Haus umbetten. Sie führte dann den Einrichtungsbau weiter und installierte unter anderem einen englischen sowie italienischen Garten, einen Fischweiher und ein Wasserbecken mit einer synthetischen Grotte. Die Gärten des Museums bekamen 2004 die Auszeichnung Jardin remarquable, d. h. „bemerkenswerter Garten“.

## Überlieferung
Ihre Abzüge und Negative werden heute in den beiden Hébert Museen in La Tronche und in Paris aufbewahrt. Die Fonds Gabrielle Hébert in La Tronche wurden zwischen 2001 und 2003 während Renovierungsbau wiederentdeckt. Da sie in dem Dachboden des Hauses, in geschlossenen Schubladen lagen und sie nicht zur René von Uckermanns Schenkung gehörten, waren ihre Werke für viele Jahre nicht erreichbar. Auf Grund der Konditionen, in deren ihre Fotografien konserviert wurden, mussten sie auch lange restauriert werden. Im Museum sind heute 1825 Einträge verzeichnet, mit 1687 Glasplatten, aber auch 301 Kodak-Fotografien und 56 Rollen Rhodoïd-Film.
Im Musée d’Orsay sind 1590 Fotografien verzeichnet, darunter Daguerreotypien, Glasplatten und Alben.
Aufgrund dieser Zugangsschwierigkeiten und der Zeit, die für die Inventarisierung der zahlreichen Fotografien von Gabrielle Hébert benötigt wurde, geriet ihr Werk lange Zeit in Vergessenheit. Heute wird es vom Hébert-Museum untersucht und teilweise digitalisiert, und seit 2007 wurden ihr mehrere Ausstellungen gewidmet:
- Instantanés à la villa Médicis par Gabrielle Hébert (1888–1895), 2007[10][13]
- Italiens pittoresques, 2014[8]
- Voyage en Espagne octobre-novembre 1898, Photographies Kodak de Gabrielle Hébert. 2020[14][15]

Die Villa Medici hat auch eine Ausstellung zu der Geschichte der französischen Akademie in Rom erstellt und in diesem Rahmen ihre Fotografien ausgestellt. Einige ihrer Fotografien wurden auch 2015 im Musée de l’Orangerie anlässlich der Ausstellung „Qui a peur des femmes photographes? 1839–1919“ und 2016 bei der Ausstellung „Dans l'atelier“ im Petit Palais gezeigt.
Sie war auch die Adoptivmutter von René Patris von Uckermann (1897–1992). Als Erbe von Gabrielle Hébert spendete er sein Landgut und seine Kollektionen an das Département Isère, behielt aber bis zu seinem Tod ein Nießbrauchsrecht für das Haus.
Die Fotografien von Gabrielle Hébert sind heute teilweise auf der Website des Musée Hébert in La Tronche zugänglich, sowie auf der Website der Réunion des Musées Nationaux.